# Programma europeo di ricerca e sviluppo nel settore delle tecnologie dell'informazione
Il Programma europeo di ricerca e sviluppo nel settore delle tecnologie dell'informazione (European Strategic Programme on Research in Information Technology, in acronimo ESPRIT) è stato una serie di programmi di ricerca e sviluppo nelle tecnologie dell'informazione e di misure di trasferimento tecnologico industriale. È stata un'iniziativa dell'Unione europea gestita dalla Direzione generale per l'industria (DG III) della Commissione europea.

## Programmi
Dal 1983 al 1998 si sono susseguiti cinque programmi, da ESPRIT 0 a ESPRIT IV, a cui, nel 1999, è seguito il progetto Tecnologie della società dell'informazione (Information Society Technologies, in acronimo IST).

## Progetti
Alcuni dei progetti e prodotti supportati dall'ESPRIT sono stati:
- AGENT: un progetto guidato dall'Institut géographique national, volto allo sviluppo di un software di generalizzazione cartografica automatica basato su un sistema multiagente.[1]
- BBC Domesday Project: una partnership tra la compagnia Acorn Computers Ltd., Philips, Logica e l'emittente televisiva britannica BBC con alcuni fondi provenienti dal Programma ESPRIT della Commissione Europea; il progetto è stato ideato per celebrare il 900º anniversario del manoscritto Domesday Book, un censimento dell'Inghilterra risalente al XI secolo. Il progetto è spesso citato come esempio di obsolescenza digitale a causa del supporto fisico utilizzato per la memorizzazione dei dati.
- CGAL, o Libreria di Algoritmi di Geometria computazionale: è una libreria di programmi software che mira a fornire un facile accesso ad algoritmi efficienti e affidabili nella geometria computazionale. Sebbene scritto principalmente in C++, sono disponibili anche legami Phyton. Il finanziamento originario del progetto proveniva proprio dal Programma ESPRIT.
- Eurocoop ed Eurocode: progetti dell'ESPRIT 3 per lo sviluppo di sistemi a supporto dei lavori collaborativi distribuiti.
- Open Document Architecture (ODA), un formato di file documento standard internazionale libero e open-source mantenuto dall'ITU-T (o International Telecommunication Union-Telecommunication Standardization Bureau) per sostituire tutti i formati di file documento proprietari. Nel 1985 il Programma ESPRIT ha finanziato un'implementazione pilota del concetto dell'ODA, coinvolgendo la Bull Corporation, Olivetti, ICL e Siemens AG.
- Programma Paradise: un sotto-progetto del Programma ESPRIT I, COSINE che ha creato un'infrastruttura di rete computerizzata paneuropea che ha permesso ai ricercatori di comunicare fra di loro utilizzando un modello OSI (Open Systems Interconnection in inglese). Il programma Paradise ha implementato e distribuito la directory X.500 in tutta la comunità accademica.
- StatLog: anche definito come il Progetto n. 5170 del Programma ESPRIT, comprende il test comparato e la valutazione di algoritmi di apprendimento statistici e logici in applicazioni su larga scala per la classificazione, predizione e controllo.
- SUNDIAL, o Speech UNderstanding DIALogue: il programma è iniziato nel settembre 1988 con Logica Ltd. come principale committente, assieme all'Università Friedrich-Alexander di Erlangen-Norimberga, CSELT, Daimler-Benz, Capgemini e il Politecnico di Torino. Il programma ha proseguito l'ESPIRT p. 26 nell'implementare e valutare i sistemi di dialogo da utilizzare all'interno dell'industria telefonica[2]. I risultati finali furono 4 prototipi in 4 lingue, incluse tecnologie di emissione e ricezione, e alcuni criteri per la valutazione vennero riportati[3].
- Web for Schools: un progetto dell'ESPRIT IV che ha introdotto il World Wide Web nelle scuole secondarie europee. Gli insegnanti hanno realizzato più di settanta progetti educativi collaborativi internazionali, da cui è risultata una crescita esponenziale delle comunità di insegnanti e di attività educative facenti uso del Web.